# Rhinoceros sondaicus annamiticus
Rhinoceros sondaicus annamiticus
Espèce
Sous-espèce
Répartition géographique
Statut de conservation UICN

 EX C2a(i); D : Éteint
Statut CITES
Rhinoceros sondaicus annamiticus est une sous-espèce de Rhinoceros sondaicus en danger critique d'extinction qui vivait autrefois au Laos, au Cambodge, en Thaïlande et en Malaisie et pourrait encore survivre au Vietnam. Le terme Annamiticus dérive du nom annamite des montagnes indochinoises en Indochine, une partie de la distribution de cette espèce, également connue sous le nom de rhinocéros javanais de Java ou simplement de rhinocéros vietnamien pour le Vietnam.
Cette espèce vivait autrefois dans le sud de la Chine, au Vietnam, au Cambodge, au Laos, en Thaïlande et en Malaisie. Le nom sous-spécifique R.s. annamiticus provient de la chaîne de montagnes Annamite en Asie du Sud-Est, qui faisait partie de son aire de répartition. En 2006, une seule population, estimée à moins de 12 individus, vivait dans une zone de forêt tropicale saisonnière du parc national de Cat Tien au Vietnam. L'analyse génétique a suggéré que cette sous-espèce et le rhinocéros de Java indonésien ont partagé un ancêtre commun entre 300 000 et 2 millions d'années. Le dernier individu connu de cette population a été abattu par un braconnier en 2010, et certains groupes de conservation estiment que la sous-espèce est éteinte.

## Description
Le Rhinocéros Vietnamien avait à peu près la taille du Rhinocéros noir. La longueur du corps du rhinocéros (y compris la tête) pourrait atteindre 3,1 à 3,2 mètres, avec une hauteur de 1,4 à 1,7 mètre, pesant entre 900 et 2 300 kg.

## Distribution géographique et habitat
Il a été trouvé au Vietnam, Cambodge, Laos et Thaïlande. Une seule population restante a survécu, dans le Parc national de Cat Tien, au Vietnam. Cette population a été déclarée éteinte en 2011.